# Rosario Sanmiguel
Rosario Sanmiguel (Manuel Benavides, Chihuahua, 1954, -) es una escritora mexicana conocida por su novela Árboles o apuntes de viaje (PuenteLibre Editores, 2006), y su colección de historias, Callejón Sucre y otros relatos (Ediciones del Azar, 1994). 

## Biografía
Rosario Sanmiguel ha estado involucrada en múltiples grupos literarios. Entre 1983 y 1985 participó en el Taller Literario del Instituto Nacional de Bellas Artes de México, coordinado David Ojeda, escritor potosino. Hacia 1994 fue becaria del Consejo Nacional para la Cultura y las Artes con el proyecto ‘Construcción Liminal. La literatura del Norte de México’. En 1995 publicó junto con Jesús Barquet, la antología Más allá de la isla. 66 creadores cubanos (Puentelibre Editores). Durante dos años (1997-1998) tuvo la beca de la Fundación Rockefeller para el proyecto ‘Frontera Textual: la escritura chicana’ (libro inédito). Durante 2003-2006 se desempeñó como docente en la Universidad Autónoma de Ciudad Juárez (UACJ), impartiendo la cátedra de Literatura Mexicana e Hispanoamericana; y en paralelo (2004-2005) fungió como editora de las revistas culturales de la UACJ: Entorno y Revista de las Fronteras; y en 2006, como asistente editorial de Chasqui, de la Universidad Estatal de Arizona, campus Tempe.

## Obra
En Callejón Sucre y otros relatos (Azar, 1994), Sanmiguel escribe sobre la "angustia que produce convivir diariamente" con un país poderoso militarmente como Estados Unidos y sobre las dudas de identidad que esto genera.
En Bajo el puente. Relatos desde la frontera (2008) "rearticula el discurso académico en torno a la migración internacional, al mostrar no sólo la feminización de este fenómeno, sino además la desprotección que afecta especialmente a las migrantes mexicanas durante su traslado, inserción, permanencia o retorno".
Sus relatos han sido traducidos al inglés, islandés y neerlandés. "Entre sus temáticas se encuentran las relaciones humanas (en particular madre-hija), la soledad y el viaje, mismas que realza con fraseo breve, sutil aliento poético, gran ironía y rescate del lenguaje coloquial fronterizo, incluso del spanglish."

## Traducciones
Ha traducido del inglés textos de Chirríe Moraga, Norma Cantú, Norma Dee Cervantes y Diane Gonzales Bertrand, y forma parte del equipo de traductores de Arte Público Press, editorial ubicada en la Universidad de Houston. Entre las traducciones que ha hecho para ellos destaca Desert Blood: The Juarez Murders, de Alicia Gaspar de Alba (2011).
Su trabajo ha sido publicado en varias antologías y revistas, incluyendo Sin límites imaginarios: Cuentos del norte de México (Universidad Nacional Autónoma de México, 2006). Recibió subvenciones de la Fundación Rockefeller y del Consejo Nacional para la Cultura y las Artes de México. Ella vive y trabaja en Ciudad Juárez, México.